# Валь Торанс
Валь Торанс (фр. Val Thorens) — французская горнолыжная станция, расположенная на высоте 2300 м, одна из самых высокогорных в Европе. Находится в департаменте Савойя (регион Рона-Альпы) на территории коммуны Сэн-Мартэн-де-Бельвиль вблизи Альбервиля.

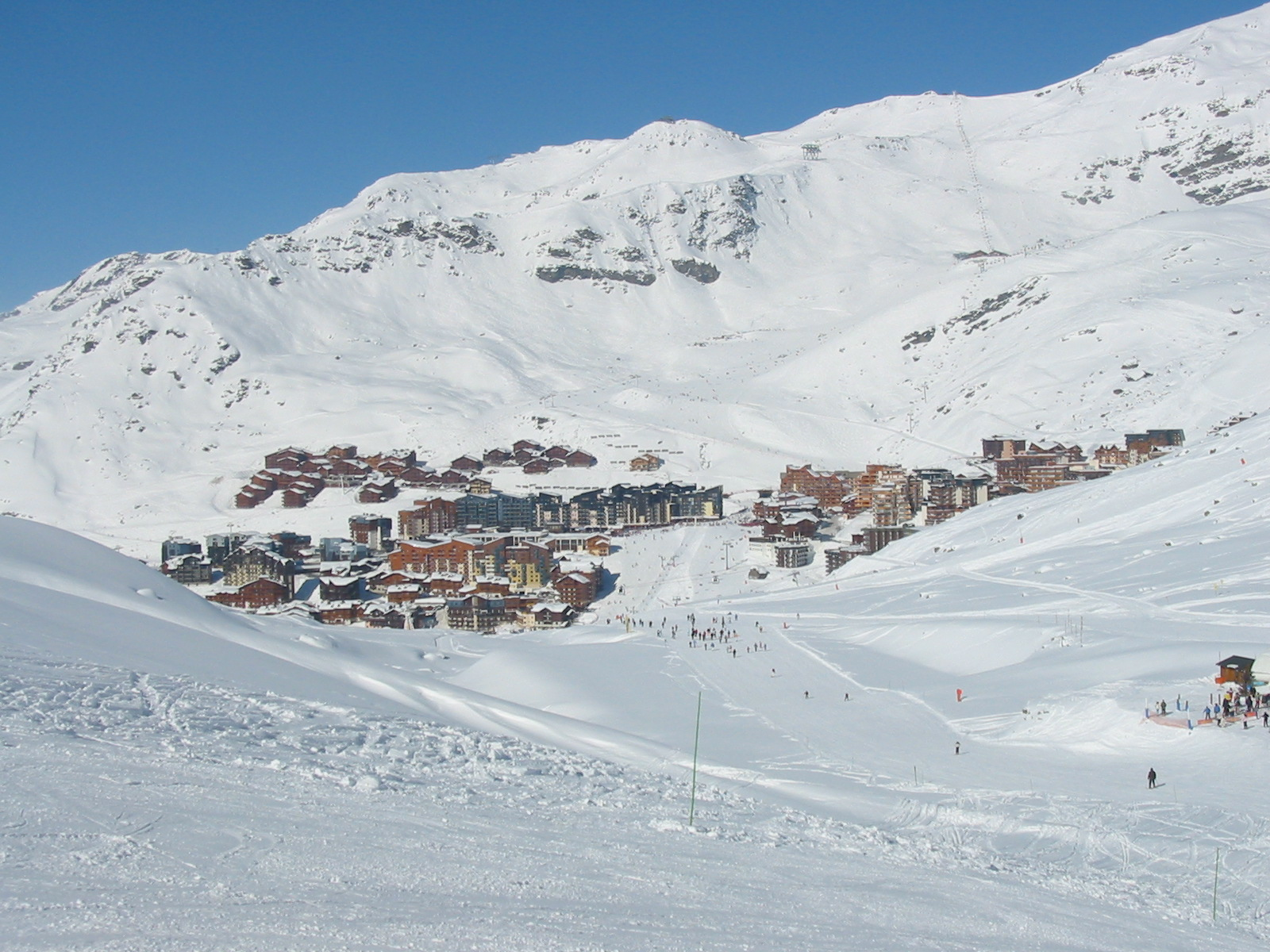

Курорт входит в одну из самых крупных в мире областей катания Три Долины. Впервые для широкой публики станция открыла свои трассы в 1971 г. Тогда же были построены первые механические подъёмники станции, а в 1972 г. открыты лыжная школа, спортивный клуб и Офис дю Туризм (фр. Office du Tourisme — «информационное бюро для туристов»). В настоящее время имеет современную богатую инфраструктуру.

## Станция
При строительстве Валь Торанс была удачно реализована концепция «на лыжах с порога»: деревушка расположена на пересечении всех горнолыжных трасс. На выходе из отеля можно сразу же надеть лыжи и после катания — подъехать на лыжах к самому порогу резиденции. Станция является полупешеходной зоной: из соображений безопасности и удобства туристов, а также охраны экологии, стоянка автомобилей вне специальных парковок запрещается.
Валь Торанс — это 68 лыжных трасс, что представляет 140 км, из них зелёных (лёгких) — 8, синих (средних) — 25, красных (сложных) — 27, чёрных (для экспертов) — 8. Зона катания оборудована 29 механическими подъёмниками, с пропускной способностью 60 680 человек/час. Курорт оснащён сноупарком и сооружениями для новых видов катания (бордеркросс, хафпайп). 364 снежные пушки обеспечивают снежный покров 40 % территории.

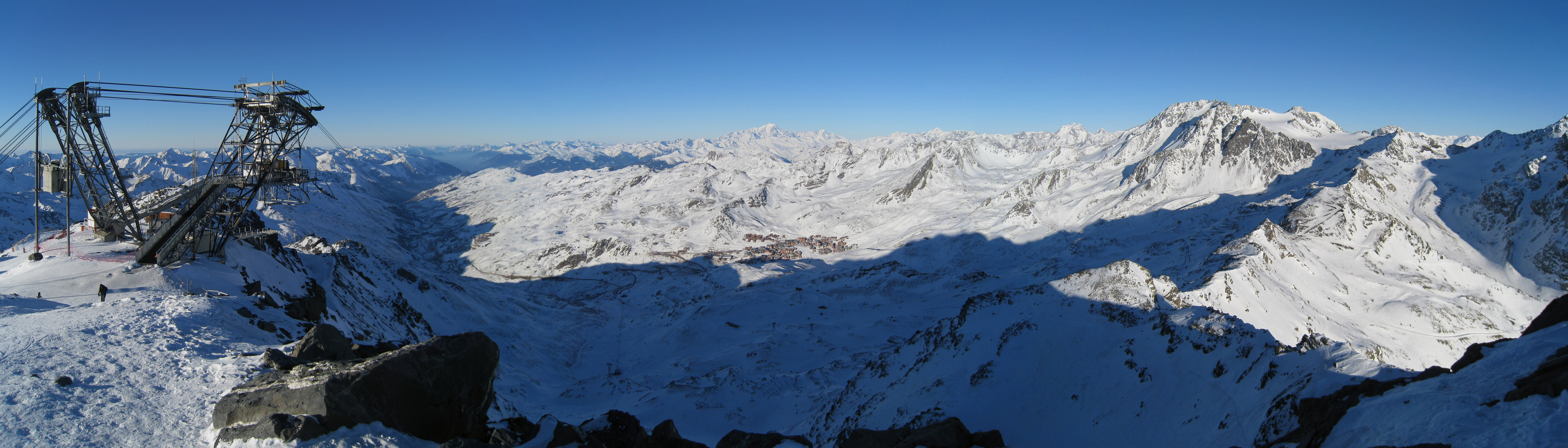

## Три Долины
600 км горнолыжных трасс и 17 трасс для беговых лыж этой огромнейшей области катания полностью связаны между собой 183 подъёмниками. Как и свидетельствует её название, зона катания объединяет три альпийские долины :
долина дез Алю с горнолыжными станциями Брид-ле-Бэн, Мерибель,
долина Сэн-Бон-Тарантэз с зимними курортами Куршевель, Ля Танья,
долина Бельвиль с Сэн-Мартэн-де-Бельвиль, Лё Менуир и Валь Торанс.
Благодаря кабинной канатной дороге область катания соединена с долиной Морьен и лыжной станцией Орель.

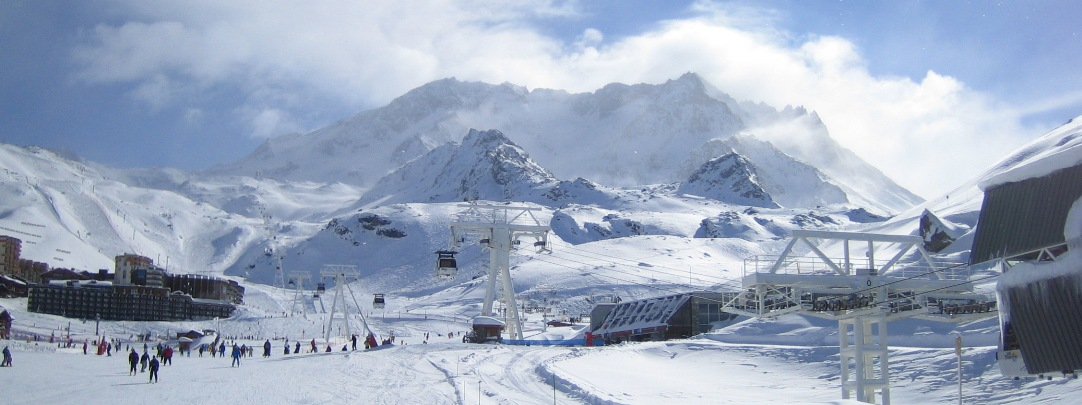